# 平松広和
平松 広和（ひらまつ ひろかず、1960年2月29日 - ）は、日本の男性声優。愛知県江南市出身。ガジェットリンク所属。

## 来歴
愛知県江南市に生まれ育つ。当初から声優を目指していたわけではなく、漠然と上京することを考えていたが、自身の言葉の訛りが気になりアニメ雑誌『月刊アニメージュ』（徳間書店）に掲載されていた勝田久の通信教育の声優講座を受講する。高校卒業後に上京するにあたっては新聞広告を見て放送技術者養成校である東放学園専門学校に入学したところ組織変更となって専門学校東京アナウンス学院になる。東京アナウンス学院で1年学び、卒業後に無名塾を受けるものの不合格となる。将来に悩んでいたところ、東京アナウンス学院の友人の誘いで見た東京俳優生活協同組合（俳協）の俳協付属養成所の卒業公演が面白かったことから、観劇の帰りに願書を受け取った。その時点では俳協も知らず、観ていた公演が俳協ものだという意識も無かった。
俳協第10期生で同期生は、平野義和、安藤ありさたちがいる。1982年3月に養成所を卒業するが俳協本部の所属には選ばれず、新たに発足した劇団俳協の研究生に採用され、こどもミュージカルで全国を回った。
同時にアニメのオーディションにも挑戦するが、『超時空要塞マクロス』『装甲騎兵ボトムズ』『超人ロック』などの主役オーディションは全て不合格で、1982年放映開始のテレビアニメ『愛の戦士レインボーマン』の高校生Aという端役に1度だけ出演してアニメ声優デビュー。
1984年の『重戦機エルガイム』でオーディションに合格し、ダバ・マイロード役が初レギュラーにして初主演となる。
その後、俳協所属となり、数々のアニメ作品に出演。劇団俳協の上落合担当の理事や俳協ボイスアクターズスタジオの専任講師を務める。俳協を抜けて個人で仕事をするようになった際に屋号の必要性を感じた平松は、映画『GO!GO!ガジェット』が好きだったこともあり屋号として「ガジェット」を用いるようになった。ゲーム、ラジオ、制作進行など手広く仕事をやっていたが、自分のスケジュール管理が困難になり、経理にも不安を覚えるようになった。そんな時に友人に気持ちを打ち明けたところ、きちんとした形でやることを薦められ、2009年にガジェットリンクを立ち上げる。
主に舞台や声優学院の講師として活動している。

## 人物
声種はテノール。
アニメ制作会社「アスリード」の代表者、平松巨規は弟。
趣味は、映画鑑賞、野球、スキー。特技はスキューバダイビング。資格は普通自動車免許、普通自動二輪免許。
『重戦機エルガイム』放映中にクイズ番組『クイズタイムショック』に出演し、トップ賞を獲得した。
ゲーム「スーパーロボット大戦シリーズ」では、ダバの声を再録した際にスタッフから『スーパーロボット大戦F』の際は「昔のエルガイムよりかっこ良くなっている」「若さがあふれてますよね」と評されたが、『スーパーロボット大戦GC』の時には「若すぎる」、『Another Century's Episode』においては「印象が若い」と何度も言われ、平松は「昔はもっと叫んでいたため、ハスキーな印象があるのかなぁ」とインタビューで答えたことがある。アニメ『らき☆すた』では主人公の泉こなたの父そうじろうを演じたが、こなたの遊ぶテレビゲームから流れるダバの台詞（「変な所に当たるな！」）も演じた。

## 出演
太字はメインキャラクター。

### テレビアニメ
1982年
- 愛の戦士レインボーマン（高校生A）※デビュー作

1984年
- あした天気になあれ（久米一郎）
- 重戦機エルガイム（ダバ・マイロード）
- 超時空騎団サザンクロス（ゾル人 ラテル）

1999年
- ∀ガンダム（部下）

2003年
- D・N・ANGEL（冴原警部）

2006年
- 涼宮ハルヒの憂鬱（大森栄二郎）

2007年
- らき☆すた（泉そうじろう、ゲーム中のヒーロー）

2008年
- 喰霊-零-（マイケル小原）

2009年
- キディ・ガーランド（オンダ）
- 黒神 The Animation（北条慎吾）
- 涼宮ハルヒの憂鬱（2009年版）（大森栄二郎）
- 空を見上げる少女の瞳に映る世界（日高シゲル、副官）

2011年
- 日常（中之条さん〈中之条父〉）
- 未来日記（月島狩人〈10th〉）

2013年
- 勇者になれなかった俺はしぶしぶ就職を決意しました。（ギル・ブランド）

2014年
- 東京ESP（ケイシー）

2016年
- ビッグオーダー（根原大系、磯部首相）

2017年
- スナックワールド（コボルト）

2019年
- ありふれた職業で世界最強（イルワ・チャング）

2020年
- まえせつ!（JKクールマネージャー 山田）

2022年
- 勇者、辞めます（魔物、エイブラッド）

### 劇場アニメ
- オーディーン 光子帆船スターライト（1985年、水谷、山本）
- 天上人とアクト人最後の戦い（2009年、日高シゲル）

### OVA
- 重戦機エルガイム（1987年、ダバ・マイロード）
- 学園便利屋シリーズ アンティーク・ハート（1988年、川崎亨）
- 風魔の小次郎（1989年、涅絽[20]）
- BURN-UP（1991年、ケンジ）

### ゲーム
1990年代
- スーパーロボット大戦シリーズ（1996年 - 2021年、ダバ・マイロード） - 8作品
- リアルロボッツファイナルアタック（1998年、ダバ・マイロード）

2000年代
- サンライズ英雄譚シリーズ（2000年 - 2003年、ダバ・マイロード） - 3作品
- ディジタル・ホームズ（2001年、ジャック・ホームズ）
- 金鉱脈探査シミュレーション インゴット79（2002年、発破太郎）
- Another Century's Episode / 2（2005年 - 2006年、ダバ・マイロード） - 2作品
- らき☆すたの森（2007年、泉そうじろう）
- 攻速機戦LANDMASS（2008年、男性兵士）
- らき☆すた 〜陵桜学園 桜藤祭〜（2008年、泉そうじろう）
- 転生絵巻伝 三国ヒーローズ（2009年）
- らき☆すた ネットアイドル・マイスター（2009年、泉そうじろう）

2010年代
- 日常（宇宙人）（2011年、中之条さん）
- 未来日記 13人目の日記所有者 RE:WRITE（2012年、月島狩人）

### ドラマCD
- 葵学園プレイタイム（藤原和維）
- 新花織高校恋愛サスペンス（黒田凱）
- 必殺!学園便利屋ボーイズ
- らき☆すた ドラマCD（ドラマがコンプリートなディスク）（泉そうじろう）
- 宮河家の空腹 ヒャダインこと前山田健一が作曲したサウンドトラック シリーズ構成の待田堂子による新規撮り下ろしオリジナルドラマ 未放送のラジオ特別版を収録したCD（泉そうじろう）

### 吹き替え

#### 映画
- ウィッシュマスター〜スーペリア〜（ウェバー）
- 新装開店
- 新ホワイト・バッジ 地獄への戦場
- タイムトラベラー きのうから来た恋人（トロイ〈デイヴ・フォーリー〉）
- デザート・フォース
- ひかりのまち[21]
- ワンス・アポン・ア・タイム・イン・チャイナ&アメリカ 天地風雲

### テレビドラマ
- 仮面ライダー龍騎 第39話（2002年10月27日） - 看守
- 声ガール! 第8話（2018年5月27日）

### ナレーション
- 天井桟敷の生まれたまち世田谷/寺山修司
- NNNニュースプラス1
- 神田川・環状7号線地下調節池工事記録映像
- ハイビジョンギャラリー『この素晴らしきモノたち』ハイヒール編

### オーディオブック
- 半沢直樹シリーズ（渡真利忍）
  - オレたちバブル入行組
  - オレたち花のバブル組
  - ロスジェネの逆襲

### バラエティ
- 1×8いこうよ!（奈波果林の通うエイベックス・アーティストアカデミー声優タレントコースの講師として）

### イベント
- らき☆すた in 武道館 あなたのためだから（2009年3月29日開催）

### 舞台
- 赤ん坊は申しぶんなく生まれた（小田切主任）
- あたし天使あなた悪魔
- 奥様お手をどうぞ
- 近藤勇を斬った男
- 自来也
- 横須賀ドブ板物語
- レンブラント・レイ

## ディスコグラフィ

### 歌手参加作品
| 発売日       | 商品名                    | 歌                           | 楽曲                        | 備考                                          |
| ------------ | ------------------------- | ---------------------------- | --------------------------- | --------------------------------------------- |
| 1987年9月5日 | ブリザード★センセーション | 古川登志夫、平松広和、関俊彦 | 「必殺!学園便利屋ボーイズ」 | アニメ『学園便利屋 アンティークハート』主題歌 |

### キャラクターソング
| 発売日   | 商品名                                                  | 歌                                             | 楽曲                       | 備考                      |
| 2007年   | 2007年                                                  | 2007年                                         | 2007年                     | 2007年                    |
| -------- | ------------------------------------------------------- | ---------------------------------------------- | -------------------------- | ------------------------- |
| 11月21日 | らき☆すた キャラクターソング Vol.011 かなたとそうじろう | 泉そうじろう（平松広和）                       | 「女はヨメとムスメだけ」   | アニメ『らき☆すた』関連曲 |
| 11月21日 | らき☆すた キャラクターソング Vol.011 かなたとそうじろう | 泉かなた（島本須美）、泉そうじろう（平松広和） | 「世界が消えても愛してる」 | アニメ『らき☆すた』関連曲 |